# Michele Di Tolve
Michele Di Tolve (Milano, 19 maggio 1963) è un vescovo cattolico italiano, dal 26 maggio 2023 vescovo ausiliare di Roma e vescovo titolare di Orrea e dal 4 luglio 2023 rettore del Pontificio Seminario Romano Maggiore.

## Biografia
Nasce a Milano, città capoluogo di provincia e sede arcivescovile, il 19 maggio 1963. Cresce nella parrocchia di San Francesco d'Assisi in Grancia e Pagliera di Lainate.

### Formazione e ministero sacerdotale
Compie gli studi in preparazione al sacerdozio presso i seminari arcivescovili milanesi.
Il 4 dicembre 1988 è ordinato diacono, a Cesano Maderno, dal cardinale Carlo Maria Martini, che il 10 giugno 1989 lo ordina anche presbitero, nella cattedrale di Milano.
Dopo l'ordinazione diviene vicario parrocchiale della parrocchia dei Santi Gervaso e Protaso a Novate Milanese. Nel 1996 viene trasferito con la stessa qualifica presso la parrocchia di Santa Maria Ausiliatrice a Cassina de' Pecchi; al contempo è incaricato anche della pastorale giovanile presso la parrocchia di Sant'Agata in Sant'Agata Martesana.
Il 1º settembre 2007 è nominato dal cardinale Dionigi Tettamanzi responsabile del servizio per l'insegnamento della religione cattolica e del servizio per la pastorale scolastica. Dal 2008 al 2014 è delegato del supremo moderatore dell'istituto superiore di scienze religiose di Milano.
Il 25 giugno 2014 il cardinale Angelo Scola rende nota la sua nomina a rettore maggiore del seminario arcivescovile di Milano, effettiva dal 1º settembre seguente; succede a mons. Giuseppe Maffi. È, inoltre, rettore del quadriennio teologico e della comunità seminaristica adolescenti.
L'8 settembre 2015 diventa canonico onorario del capitolo maggiore del duomo di Milano.
Il 2 ottobre 2020 l'arcivescovo Mario Delpini lo nomina parroco di San Giovanni Battista a Rho e di Sant'Ambrogio ad Nemus in Passirana di Rho; lascia gli incarichi ricoperti in seminario a don Enrico Castagna.

### Ministero episcopale
Il 26 maggio 2023 papa Francesco lo nomina vescovo ausiliare di Roma e titolare di Orrea, mentre il 4 luglio seguente lo nomina rettore del Pontificio Seminario Romano Maggiore e gli assegna «il compito di rafforzare i rapporti tra le realtà di formazione al Sacerdozio presenti nel territorio della diocesi di Roma e di coordinarne le attività».
Il 2 settembre seguente riceve l'ordinazione episcopale, nella cattedrale di Milano, dall'arcivescovo metropolita di Milano Mario Delpini, co-consacranti il cardinale Angelo De Donatis, vicario generale per la diocesi di Roma, e il vescovo ausiliare di Milano Luca Raimondi.
Il 4 marzo 2024 papa Francesco gli affida anche l'ambito per la cura del diaconato, del clero e della vita religiosa e l'Ordo virginum della diocesi di Roma.

## Genealogia episcopale
La genealogia episcopale è:
- Cardinale Scipione Rebiba
- Cardinale Giulio Antonio Santori
- Cardinale Girolamo Bernerio, O.P.
- Arcivescovo Galeazzo Sanvitale
- Cardinale Ludovico Ludovisi
- Cardinale Luigi Caetani
- Cardinale Ulderico Carpegna
- Cardinale Paluzzo Paluzzi Altieri degli Albertoni
- Papa Benedetto XIII
- Papa Benedetto XIV
- Papa Clemente XIII
- Cardinale Enrico Benedetto Stuart
- Papa Leone XII
- Cardinale Chiarissimo Falconieri Mellini
- Cardinale Camillo Di Pietro
- Cardinale Mieczysław Halka Ledóchowski
- Cardinale Jan Maurycy Paweł Puzyna de Kosielsko
- Arcivescovo Józef Bilczewski
- Arcivescovo Bolesław Twardowski
- Arcivescovo Eugeniusz Baziak
- Papa Giovanni Paolo II
- Cardinale Carlo Maria Martini, S.I.
- Cardinale Dionigi Tettamanzi
- Arcivescovo Mario Delpini
- Vescovo Michele Di Tolve